# Table des caractères Unicode/UA490
Cette page contient des caractères spéciaux ou non latins. S’ils s’affichent mal (▯, ?, etc.), consultez la page d’aide Unicode.
Table des caractères Unicode U+A490 à U+A4CF.

## Yi – clés(Unicode 3.0 à 3.2)
Clés d’indexation pour le syllabaire yi des Monts frais, utilisées notamment dans les dictionnaires. Ces clés tirent leur nom de la syllabe dont la forme est extraite.

### Table des caractères
| en fr  | 0  | 1  | 2  | 3  | 4  | 5  | 6  | 7  | 8  | 9  | A  | B  | C  | D  | E  | F  |
| ------ | -- | -- | -- | -- | -- | -- | -- | -- | -- | -- | -- | -- | -- | -- | -- | -- |
| U+A490 | ꒐ | ꒑ | ꒒ | ꒓ | ꒔ | ꒕ | ꒖ | ꒗ | ꒘ | ꒙ | ꒚ | ꒛ | ꒜ | ꒝ | ꒞ | ꒟ |
| U+A4A0 | ꒠ | ꒡ | ꒢ | ꒣ | ꒤ | ꒥ | ꒦ | ꒧ | ꒨ | ꒩ | ꒪ | ꒫ | ꒬ | ꒭ | ꒮ | ꒯ |
| U+A4B0 | ꒰ | ꒱ | ꒲ | ꒳ | ꒴ | ꒵ | ꒶ | ꒷ | ꒸ | ꒹ | ꒺ | ꒻ | ꒼ | ꒽ | ꒾ | ꒿ |
| U+A4C0 | ꓀ | ꓁ | ꓂ | ꓃ | ꓄ | ꓅ | ꓆ |    |    |    |    |    |    |    |    |    |

### Historique

#### Version initiale Unicode 3.0
| v · d · m | 0  | 1  | 2  | 3  | 4  | 5  | 6  | 7  | 8  | 9  | A  | B  | C  | D  | E  | F  |
| --------- | -- | -- | -- | -- | -- | -- | -- | -- | -- | -- | -- | -- | -- | -- | -- | -- |
| U+A490    | ꒐ | ꒑ | ꒒ | ꒓ | ꒔ | ꒕ | ꒖ | ꒗ | ꒘ | ꒙ | ꒚ | ꒛ | ꒜ | ꒝ | ꒞ | ꒟ |
| U+A4A0    | ꒠ | ꒡ |    |    | ꒤ | ꒥ | ꒦ | ꒧ | ꒨ | ꒩ | ꒪ | ꒫ | ꒬ | ꒭ | ꒮ | ꒯ |
| U+A4B0    | ꒰ | ꒱ | ꒲ | ꒳ |    | ꒵ | ꒶ | ꒷ | ꒸ | ꒹ | ꒺ | ꒻ | ꒼ | ꒽ | ꒾ | ꒿ |
| U+A4C0    | ꓀ |    | ꓂ | ꓃ | ꓄ |    | ꓆ |    |    |    |    |    |    |    |    |    |

#### Compléments Unicode 3.2
| v · d · m | 0 | 1  | 2  | 3  | 4  | 5  | 6 | 7 | 8 | 9 | A | B | C | D | E | F |
| --------- | - | -- | -- | -- | -- | -- | - | - | - | - | - | - | - | - | - | - |
| U+A4A0    |   |    | ꒢ | ꒣ |    |    |   |   |   |   |   |   |   |   |   |   |
| U+A4B0    |   |    |    |    | ꒴ |    |   |   |   |   |   |   |   |   |   |   |
| U+A4C0    |   | ꓁ |    |    |    | ꓅ |   |   |   |   |   |   |   |   |   |   |